# ヘンリー・W・リヴィングストン
ヘンリー・ウォルター・リヴィングストン (Henry Walter Livingston、1768年 - 1810年12月22日)はアメリカの政治家。ウォルター・リビングストンの息子。
コロンビア郡リビングストンで生まれた。1786年にイェール・カレッジを卒業し、ニューヨークで弁護士を開業した。1792年から1794年まで、パリで当時の在フランスアメリカ合衆国大使ガバヌーア・モリスの私設秘書を務めた。
ニューヨーク民事訴訟裁判所裁判官、後に1810年と1802年にニューヨーク州議会議員、1803年3月4日から1807年3月3日までアメリカ合衆国下院議員(連邦党)を務めた。ニューヨーク州リビングストンの自宅(ヘンリー・ W・リビングストン邸)は1971年にアメリカ合衆国国家歴史登録財となった。